# Sawai Pharmaceutical
Pour les articles homonymes, voir Sawai (homonymie).
 (mai 2017).

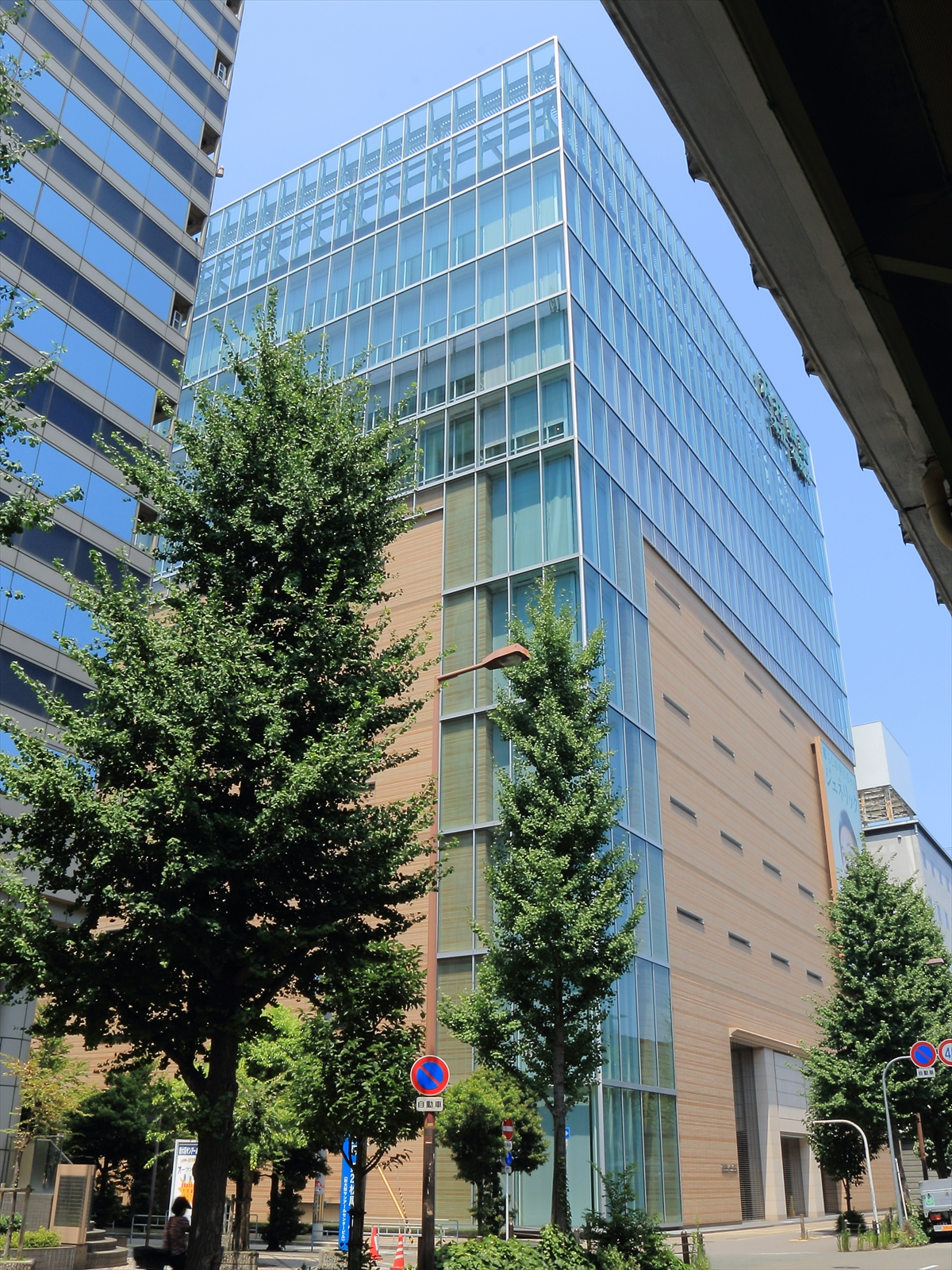
Siège social de Sawai Pharmaceutical à Yodogawa-ku, Osaka

Sawai Pharmaceutical est une entreprise pharmaceutique japonaise spécialisée dans les médicaments génériques.

## Histoire
En avril 2017, Sawai Pharmaceutical annonce l'acquisition d'Upsher-Smith Laboratories, une entreprise américaine de médicaments génériques, pour 1,05 milliard de dollars.